# Subregión del Suroccidente (Norte de Santander)
La subregión Suroccidente, denominada también como provincia de Pamplona, es una de las 6 subregiones del departamento colombiano de Norte de Santander. Se ubica en el occidente del departamento y está integrada por los siguientes 6 municipios:
- Cácota
- Chitagá
- Mutiscua
- Pamplona
- Pamplonita
- Silos